# Raúl Magaña
Raúl Gerardo Magaña Rodríguez (Ciudad de México, 16 de septiembre de 1966) es un actor, exmodelo y conductor de televisión mexicano.

## Biografía
Ingresa al CEA (Centro de Educación Artística de Televisa) en 1987.
Raúl Magaña fue integrante del grupo Mestizo con el que grabó 3 discos titulados: Mestizo, Moliendo café / Tequila y El ruletero, logrando obtener 3 discos de oro.

## Trayectoria
En su trayectoria Raúl Magaña lleva 16 telenovelas entre ellas destacan: Velo de novia, Niña amada mía, Vivan los niños, Cómplices al rescate, Cadenas de amargura, Por un beso. En 2004 forma parte del elenco de la telenovela infantil Misión, S.O.S., Vidatv junto con Mauricio Barcelata para acompañar a Galilea Montijo y Lilí Brillanti. Raúl también participó en el show Sólo para mujeres al lado de Jorge Salinas, Sergio Mayer, Alexis Ayala, entre otros. Entre 2007 a 2012 fue conductor del programa Se Vale TV. Raúl Magaña ha hecho varios desnudos tanto en fotografías como para el teatro, como en la obra "Hot Line" En noviembre de 2017, participó en el doblaje al español de Ultraman Zero: The Chronicle interpretando al "Rey Ultra".

## Filmografía

### Telenovelas
- Por amar sin ley (2018) .... Raúl Franco
- Tres veces Ana (2016) .... Ignacio Álvarez del Castillo
- Lo imperdonable (2015) .... Alfredo Díaz
- Corazón indomable (2013) ..... Dr. Danilo Palma
- Llena de amor (2010-2011) ..... Luis Felipe Ruiz y de Teresa
- La fea más bella (2006-2007) ..... Ariel Villarroel
- Misión S.O.S. (2004-2005) ..... Leonardo Hinojosa
- Corazones al límite (2004)
- Velo de novia (2003) ..... Lic. Efrían Venum
- Niña amada mía (2003) ..... Danilo Duarte
- ¡Vivan los niños! (2002 - 2003) ..... Fabian
- Cómplices al rescate (2002) ..... Gerardo Ontiveros
- Navidad sin fin (2001) .... Mauricio
- Por un beso (2000 - 2001) ..... David Díaz de León Lavalle
- ¡Amigos X Siempre! (2000) ..... Gerardo
- Alma rebelde (1999) ..... Román
- Camila (1998) ..... Ivan Almeida
- Sin ti (1997-1998)  .....  Mauricio
- Te sigo amando (1996-1997) ..... David
- Más allá del puente (1993-1994) ..... Ciro
- Mágica juventud (1992-1993) ..... Miguel
- Vida robada (1991) ..... Luis
- Cadenas de amargura (1991)  .....  Joaquín
- Cenizas y diamantes (1990-1991)  .....  Freddy
- Carrusel (1989-1990)  .....  Enfermero

### Teatro
- Pedro y el Lobo
- Suicidate Langosta
- Ponte en mis zapatos
- Juntos florever

### Comedia musical
- A Chorous Line

### Discografía
- Mestizo
- Moliendo café / Tequila
- El ruletero

### Programas de TV
- Vivalavi (2023-presente) .... Presentador
- Sale el sol (2021) .... Presentador
- Las estrellan bailan en Hoy (2022) .... El mismo, Participante[2]
- Bailando por un sueño (2014) .... Participante, segundo eliminado
- Se Vale (2007-2012) .... Conductor
- Vida TV (2005) .... Conductor
- Mujer, casos de la vida real (2000-2003) .... (actor)

### Videos musicales
- Déjame conmingo - Darina (2003)[3]

## Premios y nominaciones

### Premios TVyNovelas
| Año  | Categoría              | Programa/Telenovela | Resultado |
| ---- | ---------------------- | ------------------- | --------- |
| 2007 | Mejor actor antagónico | La fea más bella    | Nominado  |